# Liste der Golfplätze Oberösterreichs
Die Liste der Golfplätze Oberösterreichs bietet eine Übersicht über alle Golfplätze in Oberösterreich mit Stand 2018.
| Ampflwang |

| Ansfelden |

| Attersee |

| Bad Hall |

| Bad Ischl |

| Feldkirchen |

| Freinberg |

| Haag |

| Kematen |

| Kirchham |

| Kronstorf |

| Linz |

| Luftenberg |

| Mondsee |

| Oberneukirchen |

| Pfarrkirchen |

| Pischelsdorf |

| Regau |

| St. Florian |

| St. Johann |

| St. Lorenz |

| St. Oswald |

| Taufkirchen |

| Ulrichsberg |

| Weißkirchen |

| Weyregg |

| Windischgarsten |

| Region          | Bezirk                 | Gemeinde                      | Club                           | Ort                       | Typ      | Loch | Par | Anmerkung |
| --------------- | ---------------------- | ----------------------------- | ------------------------------ | ------------------------- | -------- | ---- | --- | --------- |
| Hausruckviertel | Vöcklabruck            | Ampflwang                     | GC Ampflwang                   | Wörmansedt                | Parkland | 9    | 74  |           |
| Traunviertel    | Linz-Land              | Ansfelden                     | GC Ansfelden-Stärk             | Grabwinkl-Fleckendorf     | Parkland | 18   | 73  |           |
| Hausruckviertel | Vöcklabruck            | Attersee am Attersee          | GC Attersee                    | Abtsdorf                  | Parkland | 18   | 71  | Live-Cam  |
| Traunviertel    | Steyr-Land             | Bad Hall                      | GC Tassilo                     | Feyregg                   | Parkland | 18   | 71  |           |
| Traunviertel    | Gmunden                | St. Wolfgang im Salzkammergut | GC Salzkammergut               | Aigen-Voglhub-Wirling     | Parkland | 18   | 71  | Live-Cam  |
| Mühlviertel     | Urfahr-Umgebung        | Feldkirchen an der Donau      | GC Linz Donau                  | Audorf-Mühldorf-Goldwörth | Parkland | 18+9 | 72  |           |
| Innviertel      | Schärding              | Freinberg                     | GC Passau                      | Erleth-Neudling           | Parkland | 9    | 66  |           |
| Hausruckviertel | Grieskirchen           | Haag am Hausruck              | GC Maria Theresia              | Letten                    | Parkland | 18   | 72  | Live-Cam  |
| Traunviertel    | Linz-Land              | Kematen an der Krems          | GC Kremstal                    | Rath-Schachen             | Parkland | 18+9 | 70  | Live-Cam  |
| Traunviertel    | Gmunden                | Kirchham                      | GC Traunsee                    | Laizing-Eisengattern      | Parkland | 18   | 70  |           |
| Traunviertel    | Linz-Land              | Kronstorf                     | GC Metzenhof                   | Dörfling                  | Parkland | 18   | 72  |           |
| Traunviertel    | Linz                   | Linz                          | GC Pickling-Stärk              | Linz                      | Parkland | 9    | 70  |           |
| Mühlviertel     | Perg                   | Luftenberg an der Donau       | GC Linz Luftenberg             | Luftenberg                | Parkland | 18   | 71  |           |
| Hausruckviertel | Vöcklabruck            | St. Lorenz                    | GC Drachenwand                 | St. Lorenz                | Parkland | 9    | 68  | Live-Cam  |
| Mühlviertel     | Urfahr-Umgebung        | Oberneukirchen                | GC Sterngartl                  | Schauerschlag             | Parkland | 18   | 71  | Live-Cam  |
| Mühlviertel     | Rohrbach               | Pfarrkirchen im Mühlkreis     | GC Pfarrkirchen                | Pfarrkirchen              | Parkland | 9    | 68  | Live-Cam  |
| Innviertel      | Braunau am Inn         | Pischelsdorf am Engelbach     | GC Gut Kaltenhausen            | -                         | Parkland | 18   | 72  | Live-Cam  |
| Hausruckviertel | Vöcklabruck            | Regau                         | GC Regau Attersee Traunsee     | Eck                       | Parkland | 18   | 73  |           |
| Traunviertel    | Linz-Land              | St. Florian                   | GC Liz-St. Florian             | Schloss Tillysburg        | Parkland | 18   | 72  | Live-Cam  |
| Innviertel      | Braunau am Inn         | St. Johann am Walde           | GC Sonnberg                    | Straß                     | Parkland | 18   | 71  |           |
| Hausruckviertel | Vöcklabruck            | St. Lorenz                    | GC Mondsee                     | St. Lorenz                | Parkland | 18   | 72  |           |
| Mühlviertel     | Freistadt              | St. Oswald bei Freistadt      | GC St. Oswald                  | St. Oswald                | Parkland | 18   | 71  |           |
| Innviertel      | Schärding              | Taufkirchen an der Pram       | Celtic Golf Course             | Maad                      | Parkland | 18   | 72  |           |
| Mühlviertel     | Rohrbach               | Ulrichsberg                   | GC Böhmerwald                  | Seitelschlag              | Parkland | 18   | 72  |           |
| Hausruckviertel | Wels-Land              | Weißkirchen an der Traun      | GC Wels                        | Weyerbach                 | Parkland | 18   | 72  |           |
| Hausruckviertel | Vöcklabruck            | Weyregg am Attersee           | GC Weyregg                     | Weyregg                   | Parkland | 9    | 68  | Live-Cam  |
| Traunviertel    | Kirchdorf an der Krems | Edlbach                       | GC Windischgarsten Pyhrn-Priel | Edlbach                   | Parkland | 18   | 71  |           |